# Честермир
Честермир (енгл. Chestermere) је насеље са статусом вароши у јужном делу канадске провинције Алберта. Насеље представља предграђе града Калгарија, и део је статистичке регије Велики Калгари. Од Калгарија је удаљено свега 1,6 километара. У самом центру насеља налази се велико вештачко језеро Честермир изграђено 1880. године за потребе наводњавања подручја између Калгарија и Стратмора.
Насеље је убрзо почело да се и формира управо око обала језера, око 1884. године. Све до 1993. када је насеље добило статус вароши, Честермир је служио као излетиште становника Калгарија.
Према резултатима пописа становништва из 2011. у вароши је живело 14.824 становника. Пошто је број становника у односу на попис из 2006. када је регистровано 9.923 житеља готово удвостручен за само 5 година између два пописа, Честермир је сврстан у ред општина са највећим растом у целој Канади у поменутом периоду.
Језеро Честермир је једна од најважнијих туристичких атракција у граду и привлачи бројне викенд туристе из Калгарија.

## Становништво
| 1996. | 2001. | 2006. | 2011.  |
| ----- | ----- | ----- | ------ |
| 1.911 | 3.414 | 9.564 | 14.824 |